# Pomornici
Pomornici (lat. Stercorariidae) su morske ptice iz reda močvarica. Gnijezde se na tlu u umjerenim i arktičkim regijama i selice su. Viđeni su na Južnom polu.

## Opis i ponašanje
Izvan sezone parenja, pomornici se hrane ribom, otpacima i strvinama. Mnoge vrste su djelomično kleptoparaziti (kradu hranu od drugih ptica) i jure galebove, čigre i ostale morske ptice kako bi im ukrali lovinu, bez obzira koliko je napadnuta ptica velika (može biti čak tri puta teža od pomornika koji je napada). Veće vrste poput velikog pomornika također ubijaju i jedu odrasle ptice, poput morskih papagaja (njorke) i galebova, a zabilježeno je i da su ubili pticu veličine sive čaplje. Blizu gnijezdilišta često ubijaju leminge, kao i jaja i mlade drugih ptica. 
To su uglavnom velike ptice ili ptice srednje veličine, obično sa sivim ili smeđim perjem, često s bijelim šarama na krilima. Po veličini variraju od dugorepog pomornika (Stercorarius longicauda) s 310 grama, do polarnog pomornika (Stercorarius antarcticus) s 1,63 kg. U prosjeku, pomornik je dug oko 56 cm i ima raspon krila od 121 cm. Imaju podugačke kljunove koji su kukasti na vrhu, prste povezane plivaćom kožicom i oštre pandže. Pomornici su snažni i pokretljivi letači. Obično su i agresivni.
Pomornici se razmnožavaju na obalama mora i nesu dva pjegava jajeta. Roditelji dugo vremena brinu od mladima i jajima. Potencijalni grabežljivac koji se približi gnijezdu i mladima bit će kljucan u glavu dok ne pobjegne.

## Vrste
U rodu Stercorarius postoji 7 vrsta. Ponekada se svrstavaju u rod Catharacta.
- Dugorepi pomornik, Stercorarius longicaudus
- Kratkorepi pomornik, Stercorarius parasiticus
- Širokorepi pomornik, Stercorarius pomarinus
- Čileanski pomornik, Stercorarius chilensis
- Antarktički pomornik, Stercorarius maccormicki
- Smeđi pomornik, Stercorarius antarctica
- Veliki pomornik, Stercorarius skua

## Galerija
- Dugorepi pomornik
- Kratkorepi pomornik
- Širokorepi pomornik
- Čileanski pomornik
- Antarktički pomornik
- Veliki pomornik

## Drugi projekti
|  | Zajednički poslužitelj ima još gradiva o temi pomornici |
|  | Wikivrste imaju podatke o taksonu pomornicima           |